# Temognatha obscuripennis
Temognatha obscuripennis es una especie de escarabajo del género Temognatha, familia Buprestidae. Fue descrita científicamente por Mannerheim en 1837.